# Grinding (danza)

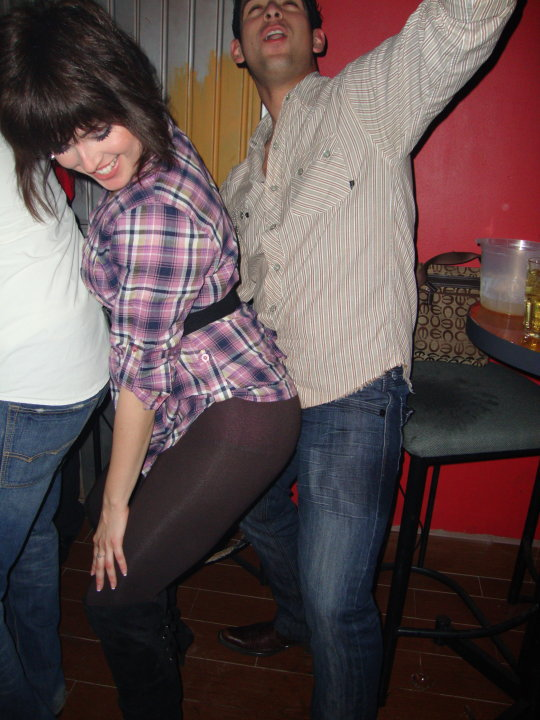
Un hombre y una mujer bailando.

El grinding, también conocido como juking, freak dance o freaking (en el Caribe, wining) es un tipo de baile en pareja, donde dos bailarines se frotan o golpean sus cuerpos entre sí, con mayor frecuencia con una bailarina frotando sus nalgas con la entrepierna del bailarín. El bailarín normalmente colocará sus manos en la cintura, las caderas o las nalgas de la bailarina. El grinding ganó una gran popularidad como baile en las discotecas, y finalmente llegó a los institutos de educación secundaria (high school), de los Estados Unidos y Canadá, donde ha habido casos de administradores y directores de instituto que intentaron prohibirlo debido a su naturaleza sensual y explícita.